# 奧萊內
奧萊內是拉脫維亞奧萊內市鎮内的城鎮及其行政中心，位於該國中部的米薩河畔，距離首都里加20公里，面積6.82平方公里，2010年人12,677。鎮上最大型的藥廠公司在1972年成立，擁有約800名員工。